# Ciclismo ai Giochi della XXVII Olimpiade - Cross country maschile
La gara di Cross country maschile dei Giochi della XXVII Olimpiade fu corsa il 24 settembre al Fairfield City Farm. Venne vinta dal francese Miguel Martinez, che terminò la gara in 2.15′02″.
Alla gara presero parte 49 atleti.

## Risultati
Nota: DNF ritirato, DNS non partito, DSQ squalificato.
| Pos. | Corridore            | Squadra       | Tempo    |
| ---- | -------------------- | ------------- | -------- |
| 1    | Miguel Martinez      | Francia       | 2h09'02" |
| 2    | Filip Meirhaeghe     | Belgio        | a 1'03"  |
| 3    | Christoph Sauser     | Svizzera      | a 2'18"  |
| 4    | José Antonio Hermida | Spagna        | a 2'40"  |
| 5    | Lado Fumic           | Germania      | a 2'55"  |
| 6    | Thomas Frischknecht  | Svizzera      | a 3'39"  |
| 7    | Cadel Evans          | Australia     | a 4'29"  |
| 8    | Carsten Bresser      | Germania      | a 4'34"  |
| 9    | Geoff Kabush         | Canada        | a 4'58"  |
| 10   | Paul Rowney          | Australia     | a 5'19"  |
| 11   | Bas van Dooren       | Paesi Bassi   | a 5'34"  |
| 12   | Bart Brentjens       | Paesi Bassi   | a 5'39"  |
| 13   | Rob Woods            | Australia     | a 5'39"  |
| 14   | Roland Green         | Canada        | a 6'16"  |
| 15   | Roberto Lezaun       | Spagna        | a 6'54"  |
| 16   | Marco Bui            | Italia        | a 7'06"  |
| 17   | Kashi Leuchs         | Nuova Zelanda | a 7'35"  |
| 18   | Ludovic Dubau        | Francia       | a 7'46"  |
| 19   | Roel Paulissen       | Belgio        | a 7'52"  |
| 20   | Pavel Cherkassov     | Russia        | a 8'19"  |
| 21   | Marek Galiński       | Polonia       | a 8'33"  |
| 22   | Michael Rasmussen    | Danimarca     | a 9'13"  |
| 23   | Oli Beckingsale      | Gran Bretagna | a 9'14"  |
| 24   | Ziranda Madrigal     | Messico       | a 10'31" |
| 25   | Nick Craig           | Gran Bretagna | a 10'57" |
| 26   | Mannie Heymans       | Namibia       | a 11'29" |
| 27   | Sergiy Rysenko       | Ucraina       | a 11'37" |
| 28   | Robin Seymour        | Irlanda       | a 11'37" |
| 29   | Radim Kořínek        | Rep. Ceca     | a 12'06" |
| 30   | Tinker Juarez        | Stati Uniti   | a 10'57" |
| 31   | Hubert Pallhuber     | Italia        | a 13'53" |
| 32   | Travis Brown         | Stati Uniti   | a 13'59" |
| 33   | José Adrián Bonilla  | Costa Rica    | a 21'00" |
| 34   | Raita Suzuki         | Giappone      | a 1 giro |
| 35   | Tom Larsen           | Norvegia      | a 1 giro |
| 36   | Jesper Agergård      | Danimarca     | a 1 giro |
| 37   | Primož Štrancar      | Slovenia      | a 1 giro |
| DNF  | Woo Kang-Dong        | Corea del Sud | -        |
| DNF  | Ken Muhindi          | Kenya         | -        |
| DNF  | Renato Seabra        | Brasile       | -        |
| DNF  | Christophe Dupouey   | Francia       | -        |
| DNF  | Diego Garavito       | Colombia      | -        |
| DNF  | Ignacio Gili         | Argentina     | -        |
| DNF  | Peter Van Den Abeele | Belgio        | -        |
| DNF  | Patrick Tolhoek      | Paesi Bassi   | -        |
| DNF  | Rok Drašler          | Slovenia      | -        |
| DNF  | Thomas Hochstraßer   | Svizzera      | -        |
| DNF  | Derek Horton         | Guam          | -        |
| DNF  | Rune Høydahl         | Norvegia      | -        |